# 黎庵高竹
黎庵高竹（学名：Bambusa insularis）为禾本科簕竹属下的一个种。

## 扩展阅读
- 維基物種上的相關：黎庵高竹